# ريكس إنرايت
ريكس إنرايت (بالإنجليزية: Rex Enright)‏ هو مدرب كرة سلة وضابط أمريكي، ولد في 19 مارس 1901 في روكفورد في الولايات المتحدة، وتوفي في 6 أبريل 1960.

## وصلات خارجية
- ريكس إنرايت على موقع كلية كرة السلة في سبورتس رفرنس.كوم (الإنجليزية)
- ريكس إنرايت على موقع مرجع كرة القدم المحترفة.كوم (الإنجليزية)